# Maserati MC12
Maserati MC12 – hipersamochód produkowany przez włoską markę Maserati w latach 2004 – 2005.

## Historia modelu

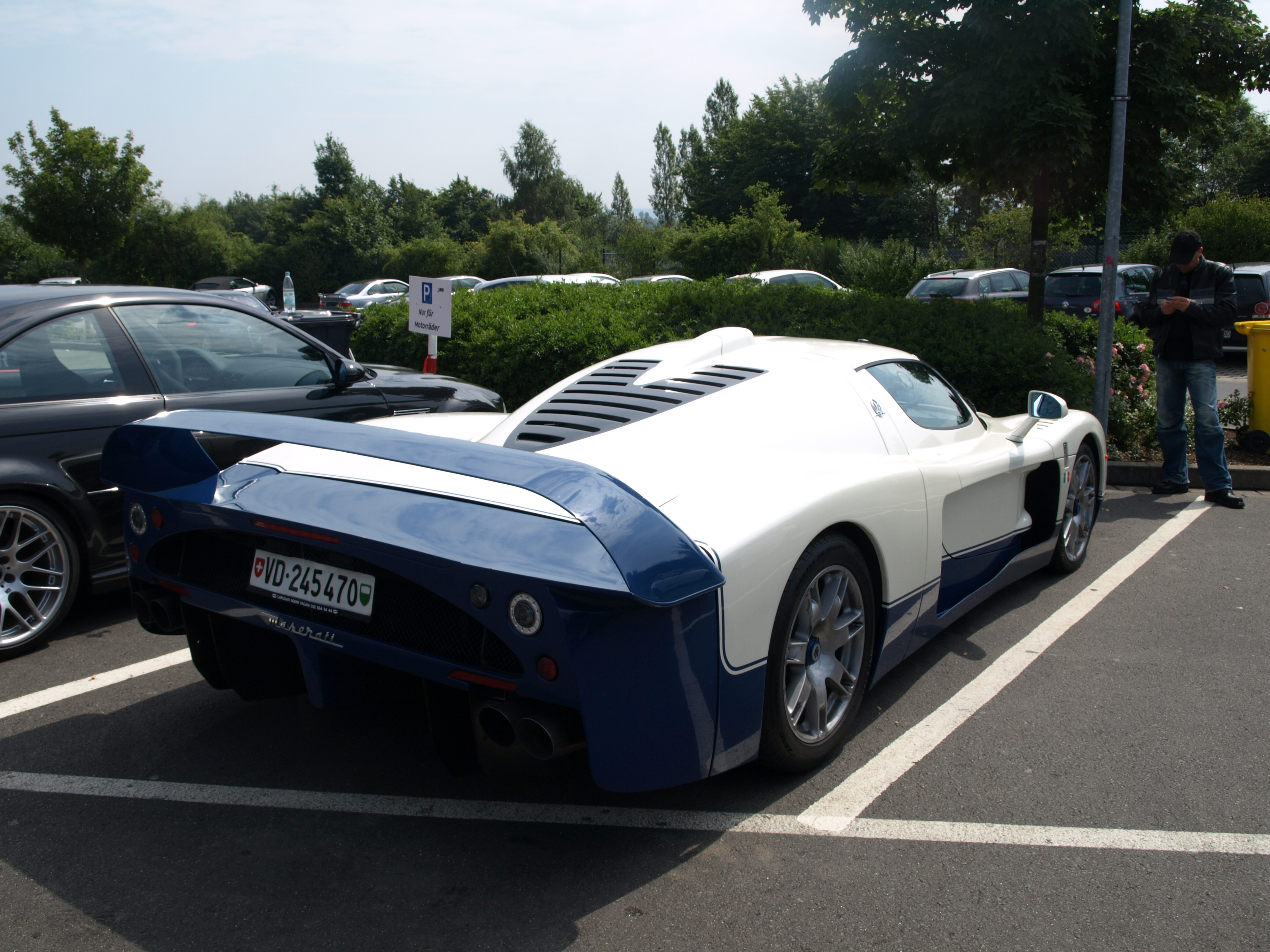
Maserati MC12 – tył

MC12 został zbudowany z myślą o udziale włoskiej marki w serii FIA GT. Produkcja została uruchomiona w 2004, powstało wówczas 30 egzemplarzy, z czego 25 zostało wystawionych na sprzedaż. Rok później zbudowano kolejne 25 sztuk. Cena jednego egzemplarza wynosiła 600 000 €.
Maserati opracowało model MC12 na podwoziu Ferrari Enzo, z pierwowzoru zapożyczono także silnik oraz skrzynię biegów (zblokowany ze skrzynią biegów silnik, jest elementem nośnym). Powstały samochód był jednak znacznie większy od prekursora. MC12 było dłuższe, szersze i wyższe od Ferrari, które odznaczało się jednak lepszymi osiągami. Prędkość maksymalna jaką jest w stanie osiągnąć MC12 to 330 km/h, podczas gdy Ferrari jest w stanie pędzić o 25 km/h szybciej.
Maserati stworzyło MC12 aby zasygnalizować, że po 37 latach przerwy ponownie zamierza wziąć udział w wyścigach samochodowych. Aby otrzymać homologację pozwalającą na udział w serii FIA GT, włoski producent musiał wyprodukować co najmniej 25 egzemplarzy w wersji drogowej. Nowy model zadebiutował pod koniec sezonu 2004, załoga nim kierująca zdobyła pierwsze miejsce podczas wyścigu na torze Zhuhai International Circuit. Wyścigowe wersje MC12 wzięły również udział w American Le Mans Series 2005, nie spełniały jednak wymagań dotyczących dopuszczalnych gabarytów, co poskutkowało nałożeniem nań kar.

## Rozwój
Prace nad MC12 ruszyły po przejęciu Maserati przez Ferrari. Nowy model miał być odpowiedzią na zapotrzebowanie na samochód marki Maserati, który mógłby wziąć udział w zawodach FIA GT. Projekt otrzymał nazwę MCC (akronim od Maserati Corse Competizione). Planowano również opracowanie pod kierownictwem Giorgia Ascanelliego wersji MCS (Maserati Corse Stradale), drogowego odpowiednika MCC. Nadwozie było dziełem Giorgetta Giugario, powstało po wielu testach w tunelu aerodynamicznym. Największy wpływ na stylistykę nadwozia wywarł jednak Frank Stephenson. MCC charakteryzował się bardzo podobnym kształtem do MC12, oba modele różnią się od siebie jednak kilkoma istotnymi rozwiązaniami. Najbardziej zauważalną różnicą jest kształt tylnego spoilera. Głównym kierowcą testowym był Andrea Bertolini, próby odbywały się na torze Fiorano Circuit. W testach brał również udział Michael Schumacher. Podczas gdy projekt MCC posuwał się naprzód, zrezygnowano z nazwy MCS na rzecz nowo zatwierdzonej MC12.
Samochód bazował w dużej mierze na Ferrari Enzo, dzielił z nim nieznacznie zmodyfikowany silnik Ferrari Dino V12, skrzynię biegów (której nazwę zmieniono na Maserati Cambiocorsa) oraz podwozie (rozstaw kół na osiach). Nadwozie było natomiast oryginalną konstrukcją Maserati. MC12 było dłuższe, szersze oraz nieznacznie wyższe od Enzo. Oba samochody dzielą ze sobą szybę przednią. Większa powierzchnia nadwozia pozwalała na zwiększenie siły docisku, w tym celu zastosowano również spoiler tylny.

## Opis
MC12 to dwudrzwiowe coupé z dachem typu targa. Zdejmowany dach, kiedy nie jest używany, nie może być przechowywany w samochodzie. W samochodzie zastosowano układ RMR, silnik umieszczony centralnie za kabiną pasażerską, przenosi napęd na oś tylną. Dzięki temu środek ciężkości pojazdu znajduje się w pobliżu jego środka geometrycznego. Rozwiązanie to wpłynęło pozytywnie na stateczność samochodu oraz jego zdolność pokonywania zakrętów. Rozkład masy na osie wynosi odpowiednio 41% przód, 59% tył; przy większych prędkościach siła docisku generowana przez tylne skrzydło zmienia go, już przy 200 km/h (125 mph) wynosi on 34% przód, 66% tył.

### Wnętrze
MC12 budowano z myślą stworzenia samochodu wyścigowego. Pomimo tego wnętrze zostało bogato wyposażone. Wykończono je tworzywem sztucznym wzmocnionym włóknem węglowym, niebiesko barwioną skórą naturalną oraz srebrną syntetyczną tkaniną o nazwie "Brightex". Określa się ją jako "zbyt kosztowną do powszechnego użytku w przemyśle odzieżowym." Na desce rozdzielczej znalazły się charakterystyczne dla Maserati owalne zegary oraz niebieski przycisk zapłonu. Samochód krytykowano za brak radia, systemu car-audio czy nawet miejsca na jego montaż.

### Nadwozie
Nadwozie samochodu, zbudowane w całości z włókien węglowych, przeszło wiele dokładnych testów w tunelu aerodynamicznym. Podczas projektowania zwracano uwagę na to, by w każdej płaszczyźnie została zapewniona maksymalna siła docisku. Z tego względu w tylnej części nadwozia zamontowano szeroki na dwa metry spoiler o grubości zaledwie 30 milimetrów. Dodatkowo maksymalnie wygładzono spód pojazdu, zdecydowano się także na montaż dyfuzorów w tylnym zderzaku. Powietrze kierowane jest do komory silnikowej poprzez wloty powietrza umieszczone nad silnikiem; to właśnie z powodu ich umiejscowienia Maserati MC12 jest wyższe od Enzo.
Nadwozie dostępne jest tylko w jednym odcieniu, niebiesko-białym. Jest to hołd dla wyścigowego teamu America Camoradi, który na początku lat 60. XX wieku wybrał za swój samochód Maserati Tipo Birdcages. MC12 jest dość niewygodny i mało praktyczny w codziennym użytkowaniu. Spowodowane jest to głównie jego rozmiarami: samochód jest bardzo długi i szeroki, szerszy nawet od terenowego Hummera H2. W połączeniu z brakiem tylnej szyby sprawia to, że manewrowanie nim (np. parkowanie) jest bardzo trudne i wymaga dużej ostrożności.

### Silnik
Do napędu MC12 posłużył ważący 232 kilogramy, sześciolitrowy (5998 cm³) silnik V12 stosowany w Ferrari Enzo. Każdy cylinder wyposażony został w cztery zawory, smarowanie odbywa się poprzez suchą miskę olejową, stopień kompresji wynosi 11,2:1. Gwarantuje to maksymalny moment obrotowy równy 652 Nm przy 5500 obr./min oraz moc maksymalną 465 kW (632 KM przy 7500 obr./min. Maksymalna prędkość obrotowa z jaką może pracować silnik to 7500 obr./min. W modelu Enzo ten sam silnik może pracować z prędkością 8200 obr./min.
Według danych producenta Maserati MC12 jest w stanie rozpędzić się od 0 do 100 km/h w 3,8 s (redakcja Motor Trend Magazine osiągnęła czas 3,7 s), natomiast od 0 do 200 km/h w 9,9 s. Czas przejazdu 1/4 mili (około 400 m) ze startu zatrzymanego zajmuje 11,3 s przy prędkości końcowej przejazdu 200 km/h. Pokonanie jednego kilometra ze startu zatrzymanego zajmuje 20,1 s. Prędkość maksymalna wynosi 330 kilometrów na godzinę (205 mph). Średnie spalanie w cyklu mieszanym wynosi około 19,3 l/ 100 km.
Moc generowana przez silnik przenoszona jest na tylne koła poprzez montowaną z tyłu, sześciobiegową półautomatyczną skrzynię biegów pochodzącą od Ferrari. W MC12 zmodyfikowane zostały przełożenia poszczególnych biegów, nazwę skrzyni zmieniono na "Maserati Cambiocorsa". Zapewnia ona czas zmiany przełożenia rzędu 150 milisekund. Samochód wyposażony został w dwutarczowe sprzęgło o średnicy 215 milimetrów.
| Bieg        | 1      | 2      | 3      | 4      | 5      | 6      | Główne |
| ----------- | ------ | ------ | ------ | ------ | ------ | ------ | ------ |
| Przełożenie | 3,15:1 | 2,18:1 | 1,57:1 | 1,19:1 | 0,94:1 | 0,71:1 | 4,10:1 |

### Podwozie

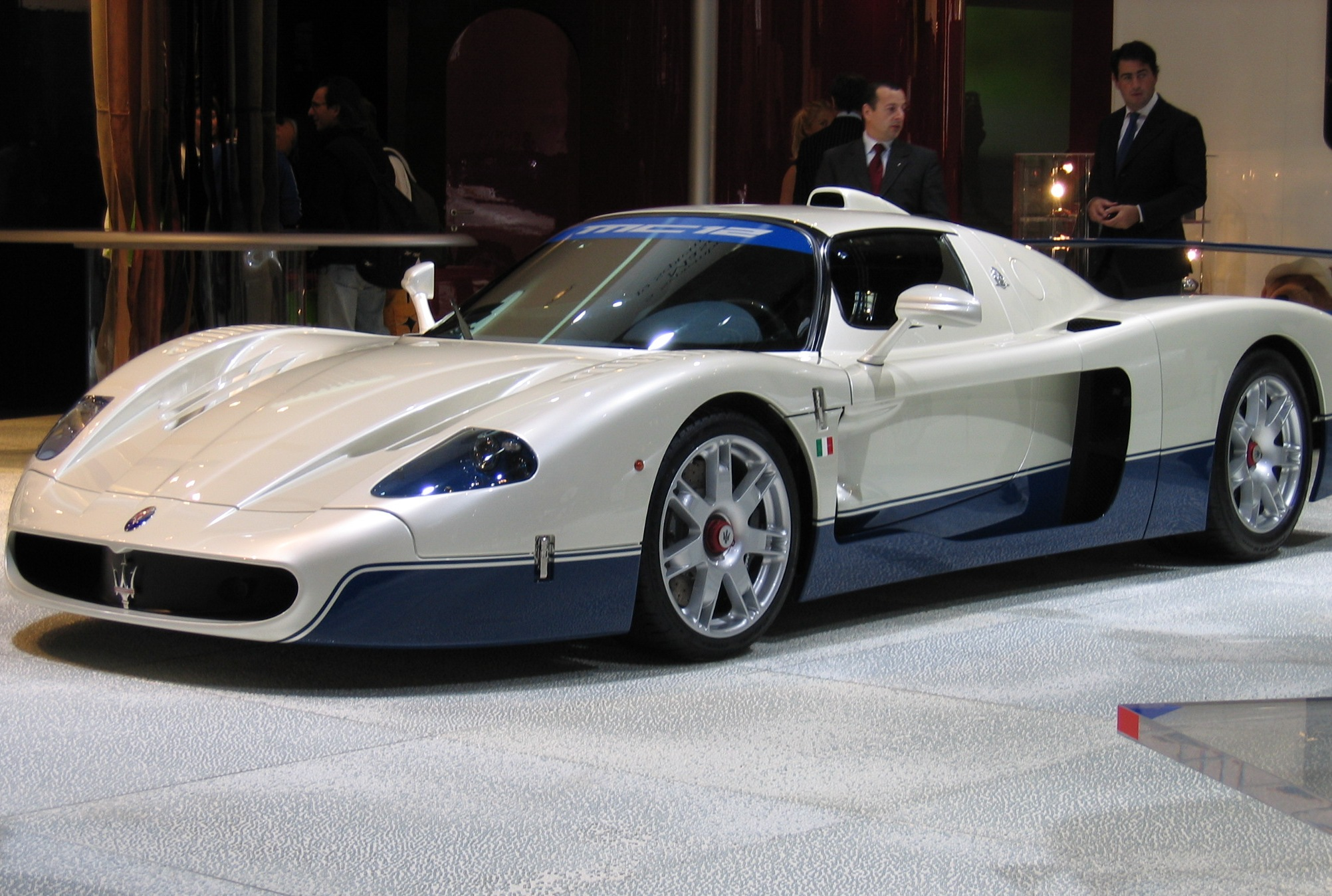
MC12 na 2004 Paris Motor Show

Podwozie MC12 jest w pełni samonośne. Przy jego konstrukcji użyto włókien węglowych i nomexu, zarówno z przodu jak i z tyłu zamontowano aluminiumowe pół-ramy. Samochód wyposażono w stabilizator poprzeczny, co pozwoliło na wzmocnienie konstrukcji, podniesienie komfortu podczas jazdy oraz zwiększenie poziomu bezpieczeństwa pasażerów. Zawieszenie o dwóch wahaczach poprzecznych ze sterowanymi przy pomocy popychaczy sprężynami śrubowymi zapewnia stabilność prowadzenia, amortyzatory poprawiają zaś komfort jazdy.
Przód samochodu może być nieznacznie podnoszony przy przejazdach przez progi spowalniające czy koleiny. W tym celu należy nacisnąć odpowiedni przycisk znajdujący się w kabinie pasażerskiej. We wnętrzu pojazdu można wybrać dwa gotowe ustawienia pracy zawieszenia: Sport (standardowe ustawienie) oraz Race. Drugi tryb sprawia, że system kontroli trakcji Bosch ASR (Anti-Slip Regulation) mniej ingeruje w sterowanie pojazdu, skraca się czas zmiany biegów oraz usztywnia zawieszenie.

### Koła
Na obydwu osiach zamontowano koła o średnicy 19 cali (480 milimetrów), z przodu ich szerokość wynosi 9 cali (230 milimetrów), z tyłu zaś 13 (330 milimetrów). Opony jakie zastosowano w modelu to Pirelli P Zero Corsas 245/35 ZR 19 na osi przedniej oraz 345/35 ZR 19 na tylnej. Hamulce tarczowe Brembo wyposażone zostały w system Bosch ABS. Przednie tarcze hamulcowe  o średnicy 15 cali (380 milimetrów) mają sześciotłoczkowe zaciski, na tylnej osi zamontowano tarcze o średnicy 13,2 cala (335 milimetrów) z czterotłoczkowymi zaciskami. Nakrętki przymocowujące koła do półosi mają odpowiednie kolory: czerwony dla lewej strony pojazdu, niebieski dla prawej.

## Odbiór
Samochód zebrał w większości pochlebne opinie. Krytyka dotyczyła głównie ciężkiego prowadzenia, zbyt wysokiej ceny oraz dużych wymiarów nadwozia. Krytykowano także brak bagażnika, tylnego okna, zapasowego koła, radia oraz mniejszą moc silnika w porównaniu z Enzo. Andrea Bertolini, kierowca teamu Vitaphone Racing, a zarazem główny kierowca testowy podczas fazy rozwojowej MC12, stwierdził, że samochód "dobrze reaguje na ruchy kierowcy oraz jest bardzo przewidywalny w swoim zachowaniu".
Maserati MC12 zostało przedstawione w programie Top Gear. Stig, kierowca testowy programu, osiągnął czas okrążenia toru Top Gear wynoszący 1 minutę i 18,9 s. Był to rezultat o 0,1 s lepszy, niż uzyskany przez niego w Ferrari Enzo. Prowadzący program Jeremy Clarkson również testował MC12, porównał go do nielubianego przez siebie Maserati Biturbo.
Clarkson mocno skrytykował samochód, wytykając między innymi podobnie jak w Enzo brak tylnej szyby. Stwierdził również, że samochód jest "trudny" z powodu swoich rozmiarów oraz że jest "jednym z najbardziej nerwowych samochodów jakie kiedykolwiek prowadził", głównie z powodu dużej nadsterowności. Przyglądając się wyścigowej stylistyce nadwozia oraz modyfikacjom, które pozwoliły na dopuszczenie modelu to jazdy po drogach publicznych stwierdził: "Czy to samochód wyścigowy? Czy to grand tourer? Czy może to zdławione Enzo w zbyt wielkim ubraniu? Ciężko powiedzieć". Pomimo krytycznego nastawienia wobec pojazdu, pochwalił właściwości jezdne przy spokojnej, łagodnej jeździe:

Samochód bez problemu przemierza koleiny, zawieszenie z łatwością wybiera efekty lenistwa drogowca Johnny’ego, wszystko dzieje się bez przenoszenia choćby pojedynczych drgań do świetnego niebieskiego wnętrza obitego tapicerką rodem z mediolańskiego domu mody.

Frank Markus, redaktor Motor Trend Magazine, wyraził bardziej pochlebną opinię. Pomimo początkowego sceptycznego nastawienia stwierdził: "Okazuje się, że Enzo jest bardziej wygodnym i atrakcyjnym samochodem drogowym, Maserati natomiast jest autem wyścigowym w ulicznym ubraniu". Markus pochwalił bezpieczne zachowanie pojazdu podczas hamowania oraz dobrą trakcję, zwłaszcza poślizgi, na które zezwala system kontroli trakcji. Skomentował to następująco: "Nie ma tu ostrego limitu, który zresztą krytykowaliśmy, narzucanego nam przez komputer w bardziej ekstremalnym Enzo. Układ pozwala nam tu nawet na więcej niż w Acurze NSX".
MC12 był testowany również przez Automobile Magazine. Redaktor Preston Lerner nazwał go "przyjaznym dla użytkownika", chwaląc przy tym dobrą reakcję na ruchy kierowcy oraz prostotę jazdy. Wyraził także swoje uznanie dla pracy Franka Stephensona – za stylistykę nadwozia i wnętrza. Pochwalił także poziom reakcji systemu ASR.

## Wyścigi

### FIA GT

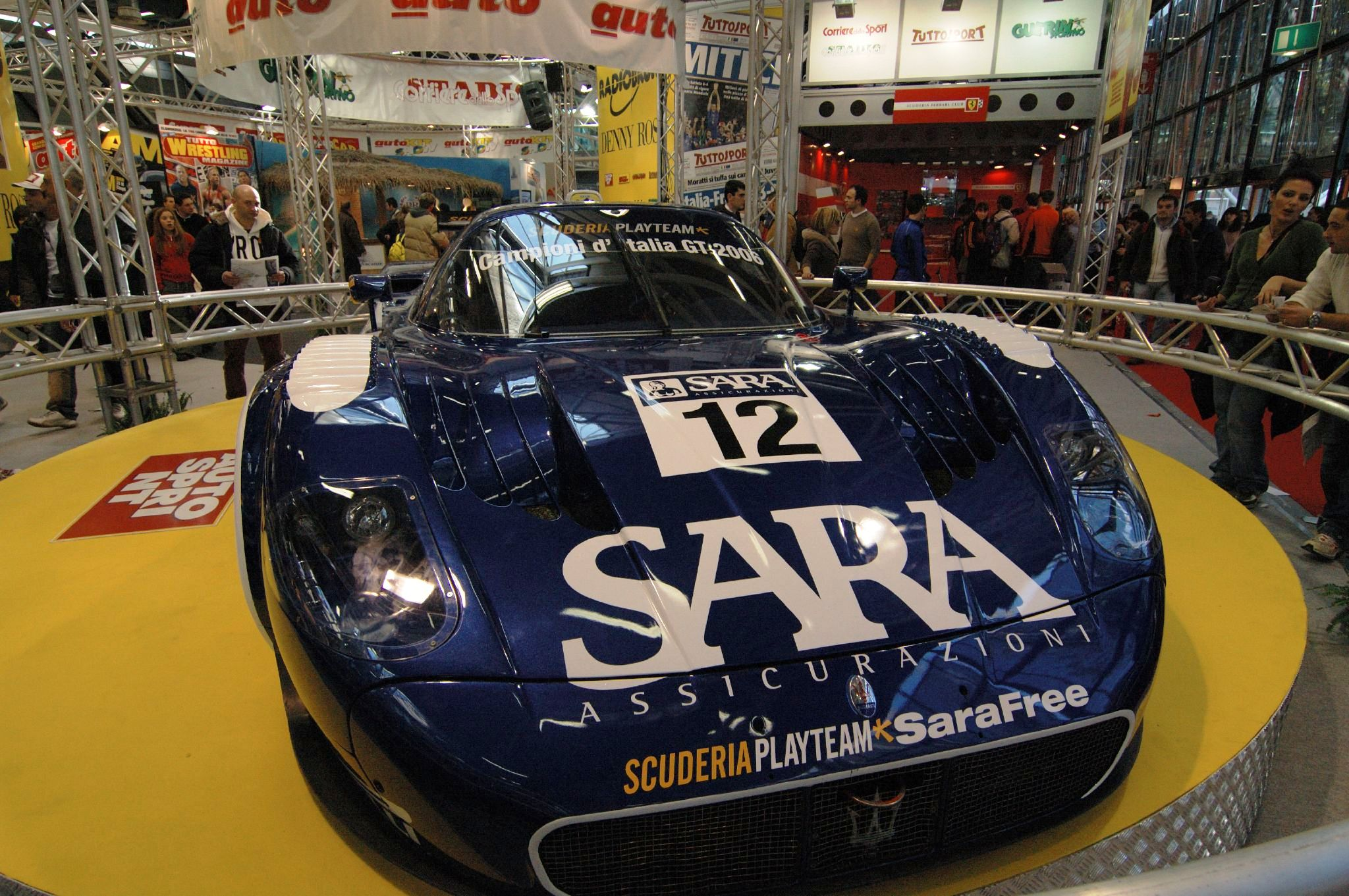
Wóz Scuderia Playteam, która zakwalifikowała się do FIA GT

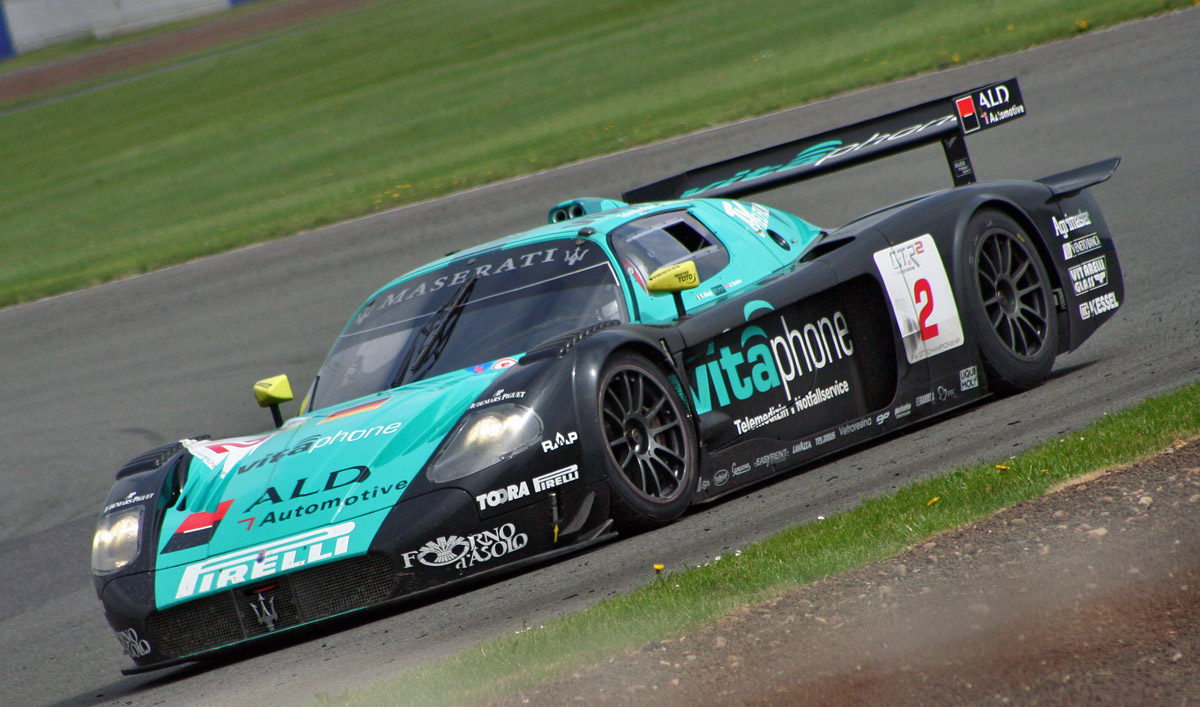
Samochód Vitaphone na torze Silverstone w 2006 FIA GT

W 2004 roku Maserati wykonało trzy egzemplarze wyścigowych MC12 GT1 z przeznaczeniem na udział w zawodach FIA GT w klasie GT1. Drużyna AF Corse zadebiutowała w serii na wyścigu w Imola, FIA nie zezwoliła jednak MC12 na zdobywanie punktów, spowodowane to było debatami, które odbywały się nad przyznaniem homologacji dla MC12. Pomimo tych utrudnień zespołowi udało się zdobyć drugie oraz trzecie miejsce. Następny etap serii miał miejsce w Oschersleben, MC12 kierowane przez Andrea Bertolini oraz Mika Salo zwyciężyło po raz pierwszy. W ostatnim etapie wyścigów rozgrywanym w 2004 roku na torze Zhuhai, FIA zaakceptowała homologację dla MC12, w efekcie drużynie zaczęto przydzielać punkty w kolejnych wyścigach. MC12 wygrał etap w Zhuhai, zdobył dzięki temu wystarczającą liczbę punktów by ukończyć serię na siódmym miejscu w klasyfikacji drużynowej.
W 2005 roku Maserati wygrało puchar konstruktorów FIA GT zdobywając 239 punktów: jest to wynik prawie dwa razy większy od znajdującego się na drugim miejscu Ferrari (125 punktów). Do serii zakwalifikowały się dwie drużyny, które za swój samochód wybrały MC12, Vitaphone Racing oraz JMB Racing, zajęły one odpowiednio pierwsze i drugie miejsce w klasyfikacji drużynowej, przy czym przewaga Vitaphone była dość znaczna. W sezonie 2005, przed rozpoczęciem finałowego wyścigu na torze Bahrain International Circuit czterech kierowców MC12 miało szansę zdobyć tytuł kierowcy FIA GT: Karl Wendlinger i Andrea Bertolini każdy z wynikiem 71 punktów oraz Timo Scheider i Michael Bartels z 70. punktami. Gabriele Gardel w wozie Ferrari również zdobył 70 punktów, jednak w decydującym wyścigu zajął pozycję wyższą niż wszyscy kierowcy Maserati, prowadził przy tym starsze Ferrari 550 Maranello. Gardel zdobył tytuł, mając przy tym cztery punkty przewagi nad Maserati.
W 2006 jedyną drużyną reprezentującą Maserati w serii był Vitaphone Racing. 30 września 2006 Vitaphone przypieczętowało swój tytuł mistrzów zespołowych sezonu 2006, pomimo tego że kierowcy zajęli dopiero piąte oraz siódme miejsce w wyścigu Budapest 500km, obydwojgu nałożono kary wagowe równe odpowiednio 85 kg i 105 kg. Kierowcy Bertolini i Bartels zajęli pierwsze miejsce w kategorii indywidualnej ze zdobytymi 71 punktami, puchar dla najlepszego konstruktora trafił jednak do Astona Martina.
Vitaphone Racing ponownie zwyciężył w kategorii GT1 w sezonie 2007 z łączną liczbą 115 punktów, za nim uplasował się Scuderia Playteam Sarafree, jego kierowcy również prowadzili MC12, zdobyli 63 punkty. JMB Racing także wziął udział w sezonie z dwoma MC12, używane były one jednak przez amatorów w Citation Cup, puchar został zdobyty przez kierowcę JMB, Bena Aucotta. Maserati zdobyło po raz kolejny Puchar Konstruktorów ze znaczną przewagą, natomiast Thomas Biagi uzyskał tytuł najlepszego kierowcy. Pozostali kierowcy Vitaphone, Miguel Ramos i Christian Montanari, zajęli szóstą pozycję. Należący do Playteam Andrea Bertolini i Andrea Piccini uplasowali się zaraz za nimi.
W 2008 Vitaphone Racing ponownie wziął udział w FIA GT z dwoma MC12 i czterema kierowcami: Andrea Bertolinim, Michaelem Bartelsem, Miguelem Ramosem oraz nowicjuszem Alexandrem Negrão. JMB Racing pozostało z jednym MC12, za jego kierownicą zasiedli: zwycięzca 2007 Citation Cup, Ben Aucott, Peter Kutemann oraz Maurice Basso, jednakże nie wezmą oni ponownie udziału w Citation Cup.

### Italian GT
Sukcesy MC12 w serii Italian GT Championship spowodowały całkowite wyparcie z tych zawodów "Maserati Trofeo Light" w kategorii GT3. W 2005 Maserati wprowadziło dwa MC12 do klasy GT1. W samochodach tych startowali kierowcy Scuderia Playteam i Racing Box. Drużyny te osiągnęły odpowiednio pierwsze i trzecie miejsce w klasyfikacji generalnej. Samochody ponownie wzięły udział w wyścigach w sezonie 2006. Scuderia Playteam ponownie odniósł zwycięstwo, a Racing Box uplasował się na drugim miejscu. Od 2007 samochody klasy GT1 nie są dopuszczane do udziału w Italian GT. W wyniku tej decyzji Scuderia Playteam zaczął startować w serii FIA GT Championship.
Racing Box dwukrotnie wziął udział w niezaliczającym się do mistrzostw wyścigu 6 Hours of Vallelunga. W 2005 roku kierowcy: Michele Rugolo, Leonardo Maddelena i Davide Mastracci odnieśli zwycięstwo. W następnym roku zespół ten zwyciężył ponownie. Kierowcami byli: Pedro Lamy, Marco Cioci i Piergiuseppe Perazzini.

### Super GT
W 2006 odnoszący sukcesy w wyścigach Le Mans Team Goh zamierzał konkurować Maserati MC12 w japońskiej serii Super GT. Drużyna musiała jednak wycofać się z tego pomysłu z powodu problemów z kierowcą (Jan Magnussen nagle zachorował i wrócił do Danii) oraz czasów przejazdu na torze Suzuka Circuit podczas testowania, które wypadły znacznie poniżej oczekiwań. Chociaż samochód był znacznie szybszy od innych wozów Super GT na prostych odcinkach, tracił około sekundy na każdym okrążeniu przy pokonywaniu zakrętów, spowodowane to było mało aerodynamicznym nadwoziem jak na serię Super GT.

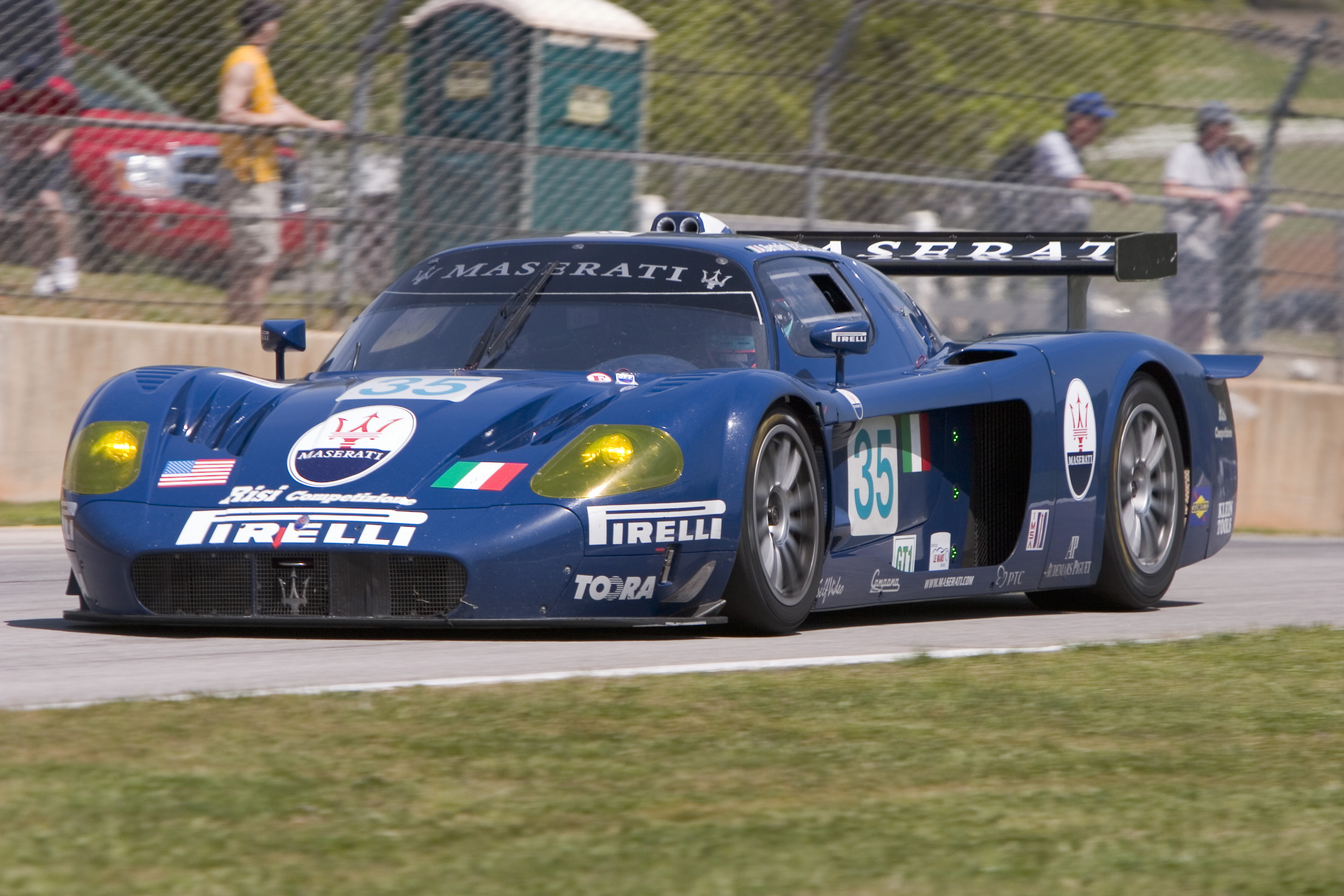
Maserati Corse MC12 GT1 na Road Atlanta w 2005.

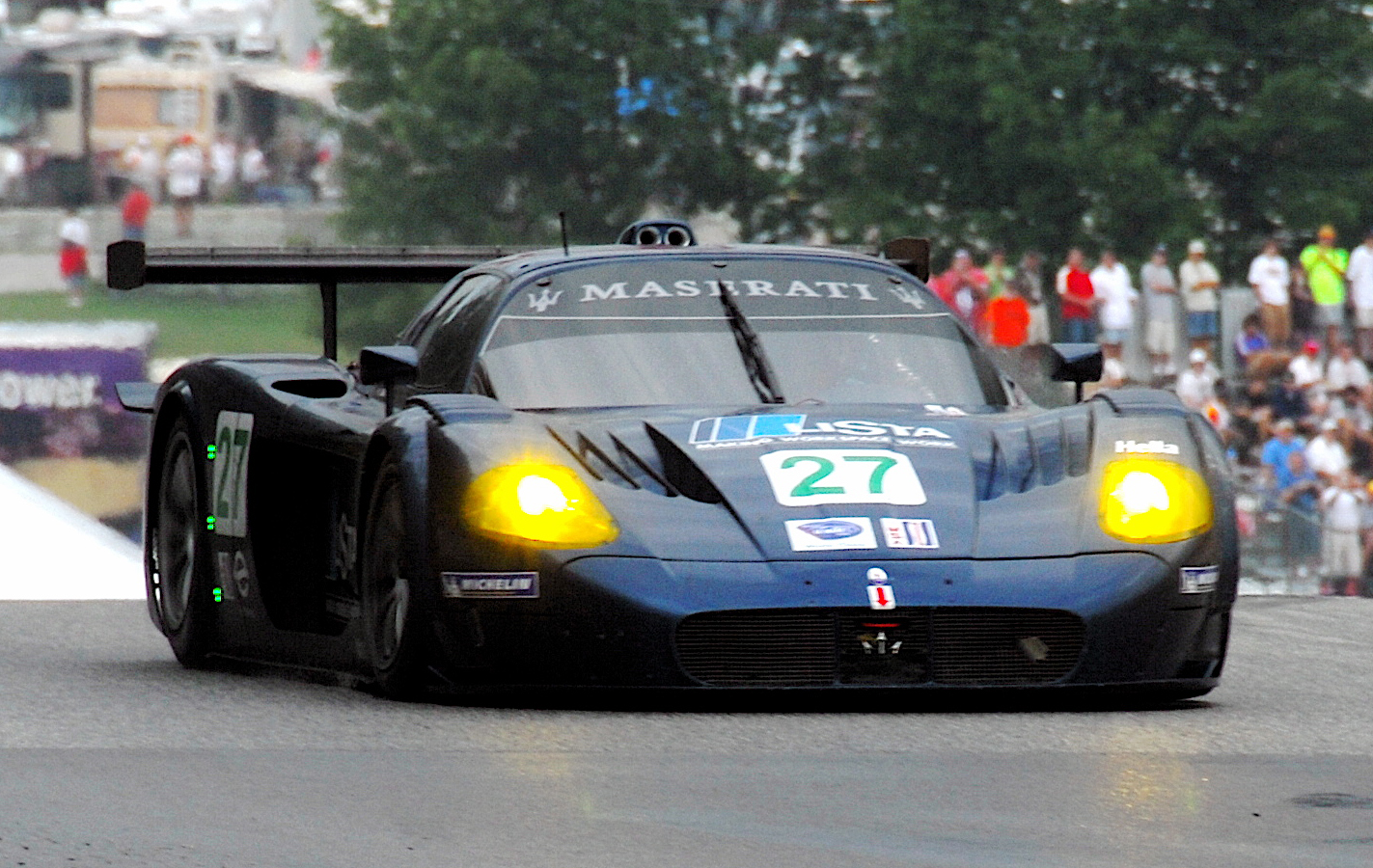
MC12 GT1 teamu Doran Racing na Road America w 2007.

### American Le Mans Series
W 2004 Maserati nie mogło wystawić MC12 do wyścigów w serii wspieranej przez ACO, podobnie jak w europejskich Le Mans Endurance Series (LMES) i American Le Mans Series (ALMS) z powodu niespełniania przepisów zarówno co do długości i szerokości nadwozia przewidzianych dla klasy, w której model miał startować. By spełnić wymagania co do długości przód samochodu został skrócony o 200 milimetrów (7,9 cala), pojazd był jednak nadal o 66 milimetrów (2,6 cala) za szeroki. W 2005 zarząd ALMS, International Motor Sports Association (IMSA), zezwolił na gościnny udział MC12, z zastrzeżeniem nieprzydzielania punktów za wyścigi, nałożono również na samochód karę masy. Kilka drużyn ALMS początkowo miało zastrzeżenia co do możliwości udziału MC12 w serii, głównie z powodu szansy na to, że wypadek na torze może wyeliminować je z udziału w 24h of Le Mans, ostatecznie wóz Maserati został dopuszczony do wyścigu. ACO zakazało udziału MC12 w innych seriach Le Mans.
Pojedynczy MC12 mógł startować pod szyldem Maserati Corse, samochód trafił do amerykańskiego teamu Risi Competizione. Sezon 2005 nie był udany dla zespołu, nie wygrał on żadnego wyścigu. Podczas finałowego wyścigu na torze Laguna Seca, MC12 został uszkodzony przez przeciwnika, co zaowocowało długim pit-stopem. Po powrocie na tor samochód z powodu niedostatecznie rozgrzanych opon źle się prowadził, bolid uderzył w krawężnik co sprawiło, że uszkodzona została chłodnica i samochód nie mógł dalej rywalizować w wyścigu.
W sierpniu 2007 Fredy Lienhard i Didier Theys ogłosili, że przygotowują MC12 używane wcześniej w FIA GT do startu w American Le Mans Series. Samochód zadebiutował na Road America, po kwalifikacjach zajął trzecie miejsce w klasie GT1. Jedynym innym wyścigiem w którym wziął udział samochód był Petit Le Mans, 11 runda cyklu American Le Mans Series 2007, rozgrywana na torze Road Atlanta. Załoga nie ukończyła tego etapu, wciąż jednak zajmowała drugie miejsce w klasyfikacji. Maserati należące do zespołu Doran zdołało się także zakwalifikować do klasy GT1. Team zamienił standardowo używane w 2005 roku w Maserati Corse opony Pirelli na Michelin, drużyna dostała również pozwolenie na używanie pełnowymiarowego, szerokiego tylnego skrzydła na miejsce mniejszego znanego z Maserati Corse i FIA GT, nie było ono jednak tak wysokie jak oryginalnie. IMSA również zezwoliła teamowi Doran na zdobywanie punktów w mistrzostwach American Le Mans Series.

## MC12 Corsa
Maserati MC12 Corsa – model pochodny od MC12, w założeniu samochód wyścigowy z przeznaczeniem dla prywatnych właścicieli. Jest bezpośrednim rozwinięciem wersji MC12 GT1, która zwyciężyła Puchar Konstruktorów w 2005 FIA GT. Jak stwierdził Edward Butler, dyrektor generalny Maserati na terenie Australii i Nowej Zelandii, model MC12 Corsa powstał w połowie 2006 roku "w odpowiedzi na zapotrzebowanie klientów na posiadanie wyścigowego MC12, którym mogą poruszać się z dużymi prędkościami na torze wyścigowym". Maserati jest odpowiedzialne za utrzymanie i konserwację samochodów, można poruszać się nimi jedynie podczas specjalnych "track days", spowodowane jest to brakiem homologacji na poruszanie się po drogach publicznych oraz niemożnością udziału w wyścigach. Istnieje tylko jeden egzemplarz MC12 Corsa, który po modyfikacjach został dopuszczony do ruchu po drogach publicznych.

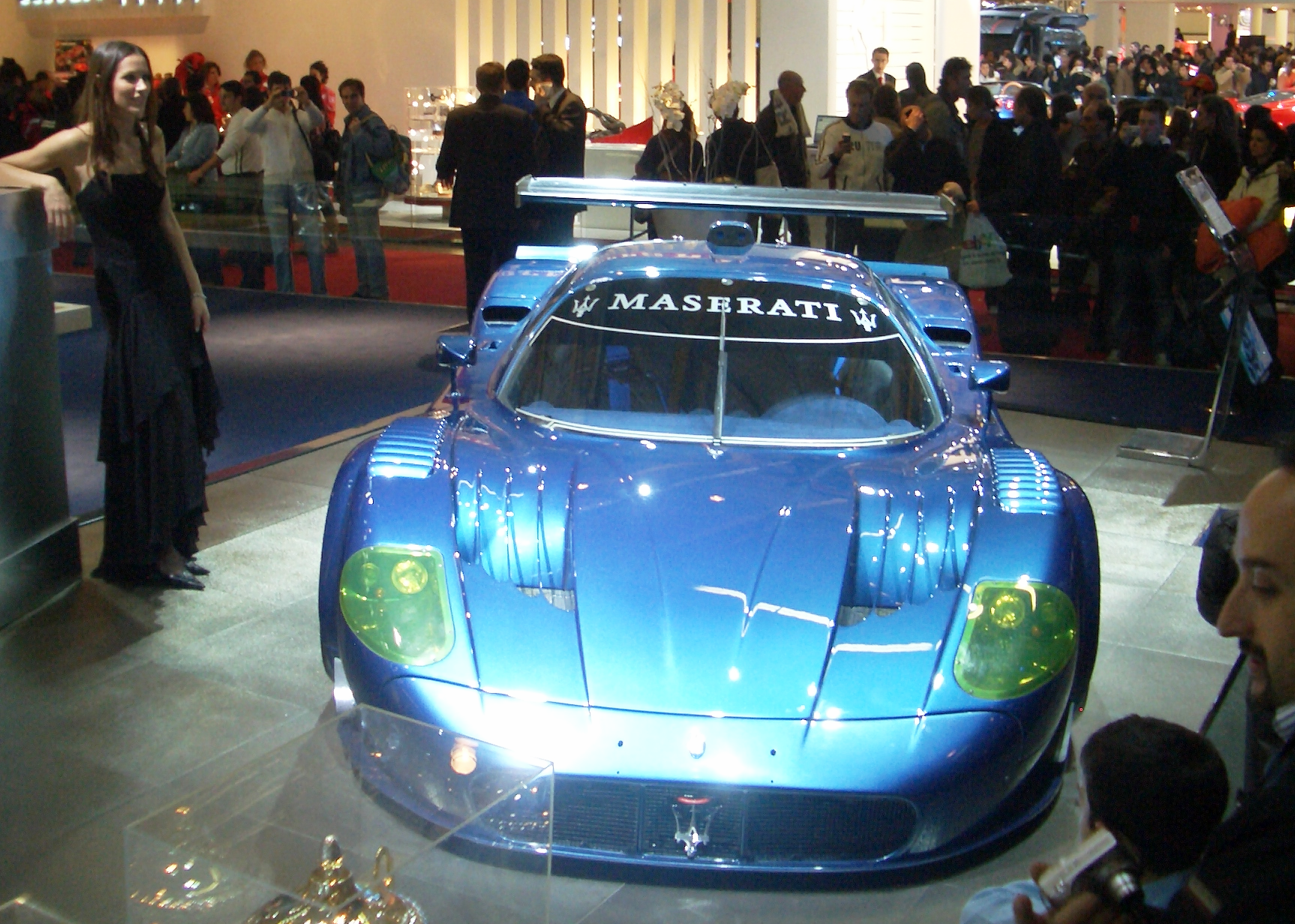
Maserati MC 12 Corsa

Producent ustalił cenę jednego egzemplarza MC12 Corsa na okrągły milion euro, powstało jedynie tuzin sztuk, został on dostarczony do wyselekcjonowanych klientów. Mogą oni brać udział w "day races" organizowanych przez Maserati. Kolejne trzy egzemplarze powstały w celu przeprowadzenia testów i promocji. Samochód napędzany jest przez silnik znany z MC12 GT1, generuje on 555 kilowatów mocy (755 KM) które osiąga przy 8000 obr./min, jest to 90 kilowatów (122 KM) więcej niż standardowe MC12. Nadwozie charakteryzuje się skróconym przodem – dzięki tej modyfikacji MC12 GT1 zostało dopuszczone do udziału w American Le Mans Series. Standardowo MC12 Corsa dostępny był w kolorze "Blue Victory", mógł on jednak zostać zmieniony na życzenie klienta. Chociaż samochód wyposażono w wyczynowe hamulce wykonane ze spieków węglowych i stali, nie zamontowano w nim systemu ABS.
Model MC12 Corsa porównywany jest często do Ferrari FXX, oba samochody oparte są na wyścigowych pojazdach, nie uzyskały jednak homologacji dopuszczającej do poruszania się na publicznych drogach, przechowywane są przez producenta oraz można nimi kierować jedynie w wybrane dni. Ferrari FXX używane jest także do testowania nowych technologii, podczas gdy MC12 Corsa tylko do wyścigów.